# ماتيوس كارفاليو
ماتيوس كارفاليو هو لاعب كرة قدم برازيلي في مركز الهجوم، ولد في 11 مارس 1992 في نيتيروي في البرازيل. لعب مع فورت لودردايل سترايكرز ونادي جوينفيل ونادي فلومينينسي ونادي موناكو.

## وصلات خارجية
- ماتيوس كارفاليو على موقع قاعدة بيانات كرة القدم.إي يو (الإنجليزية)
- ماتيوس كارفاليو على موقع Soccerway.com (الإنجليزية)
- ماتيوس كارفاليو على موقع AS.com (الإسبانية)